# Partit Verd (Suècia)
Partit Verd (suec Miljöpartiet de Gröna) és un partit polític suec d'ideologia ecologista fundat el 1981. Base el seu programa en la solidaritat amb els animals, amb el medi ambient i amb la gent d'arreu del món. Inicialment fou contrari a l'ingrés de Suècia a la Unió Europea, i avui encara n'és força crític.
Va sorgir dels moviments contraris a l'energia nuclear, però no va obtenir representació parlamentària fins a les eleccions legislatives sueques de 1988, que va perdre a les de 1991, però que recuperà a les de 1994. Tradicionalment ha donat suport al Partit Socialdemòcrata, arribant a presentar-se a les eleccions de 2010 conjuntament amb aquest partit i el Partit de l'Esquerra, formant la coalició coneguda amb el nom De rödgröna (els Vermell-verds en català).
Tot i que aquesta coalició no es va repetir, després de les eleccions de setembre de 2014 el Partit Verd i el Partit Socialdemòcrata van acordar formar un govern plegats (conjuntament suposen el 38% del Parlament de Suècia), que és el que governa en minoria des d'aleshores. Aquest és el primer cop que el Partit Verd de Suècia forma part del govern del país.

## Resultats electorals

### Parlament
| Any  | Vots    | %        | Escons   | +/– | Govern                  |
| ---- | ------- | -------- | -------- | --- | ----------------------- |
| 1982 | 91,787  | 1.7 (#7) | 0 / 349  |     | Extraparlamentari       |
| 1985 | 83,645  | 1.5 (#7) | 0 / 349  |     | Extraparlamentari       |
| 1988 | 296,935 | 5.5 (#6) | 20 / 349 | 20  | Oposició                |
| 1991 | 185,051 | 3.4 (#8) | 0 / 349  | 20  | Extraparlamentari       |
| 1994 | 279,042 | 5.0 (#6) | 18 / 349 | 18  | Oposició                |
| 1998 | 236,699 | 4.5 (#7) | 16 / 349 | 2   | Suport extern           |
| 2002 | 246,392 | 4.7 (#7) | 17 / 349 | 1   | Suport extern           |
| 2006 | 291,121 | 5.2 (#7) | 19 / 349 | 2   | Oposició                |
| 2010 | 437,435 | 7.3 (#3) | 25 / 349 | 6   | Oposició                |
| 2014 | 408,365 | 6.8 (#4) | 25 / 349 | =   | Coalició                |
| 2018 | 285,899 | 4.4 (#8) | 16 / 349 | 9   | Coalició (2018-21)      |
| 2018 | 285,899 | 4.4 (#8) | 16 / 349 | 9   | Suport Extern (2021-22) |
| 2022 | 329,242 | 5.1 (#7) | 18 / 349 | 2   | Oposició                |

### Consells regionals
| Any  | Vots    | %    | Escons      | +/– |
| ---- | ------- | ---- | ----------- | --- |
| 1982 | 98,042  | 1.9  | 0 / 1.717   |     |
| 1985 | 104,166 | 2.0  | 0 / 1.733   |     |
| 1988 | 237,556 | 4.8  | 73 / 1.743  | 73  |
| 1991 | 156,594 | 3.1  | 34 / 1.763  | 39  |
| 1994 | 236,666 | 4.6  | 78 / 1.777  | 44  |
| 1998 | 226,398 | 4.4  | 70 / 1.646  | 8   |
| 2002 | 204,169 | 3.9  | 55 / 1.656  | 15  |
| 2006 | 256,547 | 4.74 | 68 / 1.656  | 13  |
| 2010 | 398,782 | 6.9  | 104 / 1.662 | 36  |
| 2014 | 442,760 | 7.2  | 106 / 1.678 | 2   |
| 2018 | 265,522 | 4.1  | 48 / 1.696  | 58  |
| 2022 |         |      | 31 / 1.696  | 17  |

### Consells municipals
| Any  | Vots    | %   | Escons       | +/– |
| ---- | ------- | --- | ------------ | --- |
| 1982 | 91,842  | 1.6 | 129 / 13.500 | 129 |
| 1985 | 142,498 | 2.5 | 237 / 13.520 | 108 |
| 1988 | 302,797 | 5.6 | 693 / 13.564 | 456 |
| 1991 | 199,207 | 3.6 | 389 / 13.526 | 304 |
| 1994 | 298,044 | 5.3 | 616 / 13.550 | 230 |
| 1998 | 252,675 | 4.8 | 559 / 13.388 | 8   |
| 2002 | 227,189 | 4.2 | 443 / 13.274 | 116 |
| 2006 | 269,560 | 4.8 | 436 / 13.092 | 7   |
| 2010 | 418,362 | 7.1 | 686 / 12.978 | 250 |
| 2014 | 483,529 | 7.7 | 732 / 12.780 | 46  |
| 2018 | 301,825 | 4.6 | 395 / 12.700 | 337 |

### Parlament Europeu
| Any           | Líder          | Vots    | %     | Escons | +/– | Grup      |
| ------------- | -------------- | ------- | ----- | ------ | --- | --------- |
| 1995          | Per Gahrton    | 462,092 | 17.2  | 4 / 22 |     | G         |
| 1999          | Per Gahrton    | 239,946 | 9.5   | 2 / 22 | 2   | Verds/ALE |
| 2004          | Carl Schlyter  | 149,603 | 6.0   | 1 / 19 | 1   | Verds/ALE |
| 2009          | Carl Schlyter  | 349,114 | 11.0  | 2 / 18 | 1   | Verds/ALE |
| 2014          | Isabella Lövin | 572,591 | 15.4  | 4 / 20 | 2   | Verds/ALE |
| 2019          | Alice Kuhnke   | 478,258 | 11.5  | 2 / 20 | 2   | Verds/ALE |
| 2020 (Brèxit) | Alice Kuhnke   |         |       | 3 / 21 | 1   | Verds/ALE |
| 2024          | Alice Kuhnke   | 581,322 | 13.85 | 3 / 21 | =   | Verds/ALE |

## Líders

### Secretaris Generals
| Secretari General | Secretari General       | Mandat       |
| ----------------- | ----------------------- | ------------ |
|                   | Kjell Dahlström         | 1985–1999    |
|                   | Håkan Wåhlstedt         | 1999–2007    |
|                   | Agneta Börjesson        | 2007–2011    |
|                   | Anders Wallner          | 2011–2016    |
|                   | Amanda Lind             | 2016–2019    |
|                   | Marléne Tamlin (interí) | 2019         |
|                   | Märta Stenevi           | 2019–2021    |
|                   | Linus Lakso (interí)    | 2021         |
|                   | Katrin Wissing          | 2021–present |

### Portaveus
| Portaveu | Portaveu               | Portaveu         | Mandat       |
| -------- | ---------------------- | ---------------- | ------------ |
|          | Ragnhild Pohanka       | Per Gahrton      | 1984–1985    |
|          | Ragnhild Pohanka       | Birger Schlaug   | 1985–1986    |
|          | Eva Goës               | Birger Schlaug   | 1986–1986    |
|          | Fiona Björling         | Anders Nordin    | 1988–1990    |
|          | Margareta Gisselberg   | Jan Axelsson     | 1990–1991    |
|          | Vacant                 | Jan Axelsson     | 1991–1992    |
|          | Marianne Samuelsson    | Birger Schlaug   | 1992–1999    |
|          | Lotta Nilsson Hedström | Birger Schlaug   | 1999–2000    |
|          | Lotta Nilsson Hedström | Matz Hammarström | 2000–2002    |
|          | Maria Wetterstrand     | Peter Eriksson   | 2002–2011    |
|          | Åsa Romson             | Gustav Fridolin  | 2011–2016    |
|          | Isabella Lövin         | Gustav Fridolin  | 2016–2019    |
|          | Isabella Lövin         | Per Bolund       | 2019–2021    |
|          | Märta Stenevi          | Per Bolund       | 2021–2023    |
|          | Märta Stenevi          | Daniel Hellden   | 2023–2024    |
|          | Amanda Lind            | Daniel Hellden   | 2024–present |